# Tragia polyandra
Tragia polyandra är en törelväxtart som beskrevs av Vell.. Tragia polyandra ingår i släktet Tragia och familjen törelväxter. Inga underarter finns listade i Catalogue of Life.